# Дипол
Дипол је пар једнаких али супротних набоја размакнутих на неко растојање. Дипол може бити електрични или магнетни зависно од набоја који га образују. Ако се растојање међу набојима не мења онда је дипол стални (перманентни). Ако се пак растојање мења под утицајем спољашњег агенса онда је дипол индукован. Ако растојање међу набојима осцилује онда је дипол осцилаторни. Јачина дипола изражава се преко диполног момента.
По својим димензијама дипол може бити макроскопски и микроскопски. Макроскопски осцилаторни дипол представља заправо најједноставнију радио антену. Микроскопски диполи настају тако што електрони из хемијске везе имају тежњу да се нађу ближе једном хемијском елементу него другом. Тако настаје перманентни дипол, као код молекула CO, HCl, HF итд. 
Микроскопски диполи имају изванредно велики значај у физичкој хемији јер су они главни извори ротационих и вибрационих спектара. Један од основних задатака молекулске спектрохемије је да праћењем ротације и вибрације молекулских дипола сазна нешто о њиховој структури. На пример, концентрације и врсте молекула у космосу добијају се анализом ротационих и вибрационих спектара које емитују молекулски диполи.